# Под одной крышей (фильм, 1962)
«Под одной крышей» (эст. Ühe katuse all) — советский фильм 1962 года режиссёра Игоря Ельцова по повести писателя Ганса Леберехта.

## Сюжет
В 50-е годы, руководя колхозом, Мари Пыдер заслужила звание образцового председателя. Однако, теперь колхоз показывает убыток. Для выяснения положения райком партии направляет инструктора Пеэтера Арро, который видит, что председатель — волевая женщина, диктатом подчиняющая колхозников. На выборах нового председателя Мари должна уйти в отставку. Потеря власти — это крушение для неё, и она не собирается покидать пост.

## В ролях
- Дзидра Ритенберга — Мари Пыдер
- Рейн Арен — Пээтер Арро
- Вийу Хярм — Вайке Пыльд
- Ита Эвер — Лайне Арро
- Олав Озолин — Приит Арро
- Айно Сеэп — секретарь райкома
- Рудольф Нууде — Яагуп
- Паули Ринне — Рейнхольд
- Юри Ярвет — Тынис
- Эльза Ратассепп — Трийну
- Инес Ару — Хельги
- Хеленд Пеэп — парторг колхоза
- Александер Нийтоя — Мярт
- Олли Варе — Катрин Орг
- Арнольд Сиккел — Вассар
- Алексей Глазырин — эпизод

## Фестивали и награды
Приз «Лучшая актриса» Эльзе Ратасепп на Кинофестивале прибалтийских союзных республик, Беларуси и Молдавии (1963).